# Selección de voleibol de los Países Bajos
La selección de voleibol de los Países Bajos  (en neerlandés Nederlandse herenvolleybalteam) es el equipo masculino representativo de voleibol de Países Bajos en las competiciones internacionales organizadas por la Confederación Europea de Voleibol (CEV), la Federación Internacional de Voleibol (FIVB) o el Comité Olímpico Internacional (COI).

## Historia
Tuvò sus máximos éxitos en la década de los 90 ganando la Liga Mundial de 1996 y el Campeonato Europeo de 1997, además de acabar segunda en los  Juegos Olímpicos de Barcelona 1992 y en el Mundial dos años más tarde. 
Actualmente no está entre las mejores selecciones del mundo, ni siquiera de Europa, y tampoco logra calificarse en cada competición internacional.

## Historial
| \| - Tokío 1964: 8° - México 1968: No clasificada - Múnich 1972: No clasificada - Montreal 1976: No clasificada \| - Moscú 1980: No clasificada - Los Ángeles 1984: No clasificada - Seúl 1988: 5° - Barcelona 1992: Plata \| - Atlanta 1996: Oro - Sídney 2000: 5° - Atenas 2004: 9° - Pekín 2008: No clasificada \| - Londres 2012: No clasificada - Río de Janeiro 2016: \| | |                                                                                      |                                                       |
| - Tokío 1964: 8° - México 1968: No clasificada - Múnich 1972: No clasificada - Montreal 1976: No clasificada | - Moscú 1980: No clasificada - Los Ángeles 1984: No clasificada - Seúl 1988: 5° - Barcelona 1992: Plata | - Atlanta 1996: Oro - Sídney 2000: 5° - Atenas 2004: 9° - Pekín 2008: No clasificada | - Londres 2012: No clasificada - Río de Janeiro 2016: |

| \| - 1949: 10° - 1952: No clasificada - 1956: 13° - 1960: No clasificada - 1962: 12° \| - 1966: 12° - 1970: 14° - 1974: 12° - 1978: 16° - 1982: No clasificada \| - 1986: No clasificada - 1990: 7° - 1994: 2° - 1998: 6° - 2002: 9° \| - 2006: No clasificada - 2010: No clasificada - 2014: No clasificada - 2018: \| |                                                                        |                                                                    |                                                                              |
| - 1949: 10° - 1952: No clasificada - 1956: 13° - 1960: No clasificada - 1962: 12° | - 1966: 12° - 1970: 14° - 1974: 12° - 1978: 16° - 1982: No clasificada | - 1986: No clasificada - 1990: 7° - 1994: 2° - 1998: 6° - 2002: 9° | - 2006: No clasificada - 2010: No clasificada - 2014: No clasificada - 2018: |

| \| - 1990: 2° - 1991: 4° - 1992: 4° - 1993: 5° - 1994: 5° - 1995: 12° - 1996: Campeón \| - 1997: 4° - 1998: 3° - 1999: 10° - 2000: 5° - 2001: 7° - 2002: 7° - 2003: 10° \| - 2004: No clasificada - 2005: No clasificada - 2006: No clasificada - 2007: No clasificada - 2008: No clasificada - 2009: 12° - 2010: 11° \| - 2011: No clasificada - 2012: No clasificada - 2013: 14° - 2014: 12° - 2015: 13° - 2016: 15° \| |                                                                                | |                                                                                               |
| - 1990: 2° - 1991: 4° - 1992: 4° - 1993: 5° - 1994: 5° - 1995: 12° - 1996: Campeón | - 1997: 4° - 1998: 3° - 1999: 10° - 2000: 5° - 2001: 7° - 2002: 7° - 2003: 10° | - 2004: No clasificada - 2005: No clasificada - 2006: No clasificada - 2007: No clasificada - 2008: No clasificada - 2009: 12° - 2010: 11° | - 2011: No clasificada - 2012: No clasificada - 2013: 14° - 2014: 12° - 2015: 13° - 2016: 15° |

| \| - 1948: 6° - 1950: No clasificada - 1951: 9° - 1955: No clasificada - 1958: 13° - 1963: 12° - 1967: 15° - 1971: 9° \| - 1975: 9° - 1977: 12° - 1979: No clasificada - 1981: No clasificada - 1983: 10° - 1985: 10° - 1987: 5° - 1989: 3° \| - 1991: 3° - 1993: 2° - 1995: 2° - 1997: Campeón - 1999: 5° - 2001: 8° - 2003: 6° - / 2005: 11° \| - 2007: 7° - 2009: 7° - / 2011: No clasificada - / 2013: 10° - / 2015: 9° \| | |                                                                                                 |                                                                           |
| - 1948: 6° - 1950: No clasificada - 1951: 9° - 1955: No clasificada - 1958: 13° - 1963: 12° - 1967: 15° - 1971: 9° | - 1975: 9° - 1977: 12° - 1979: No clasificada - 1981: No clasificada - 1983: 10° - 1985: 10° - 1987: 5° - 1989: 3° | - 1991: 3° - 1993: 2° - 1995: 2° - 1997: Campeón - 1999: 5° - 2001: 8° - 2003: 6° - / 2005: 11° | - 2007: 7° - 2009: 7° - / 2011: No clasificada - / 2013: 10° - / 2015: 9° |

| \| - 1965: 10° - 1969: No clasificada - 1977: No clasificada - 1981: No clasificada \| - 1985: No clasificada - 1989: No clasificada - 1991: No clasificada - 1995: 2° puesto \| - 1999: No clasificada - 2003: No clasificada - 2007: No clasificada - 2011: No clasificada \| - 2015: \| |                                                                                        |                                                                                             |         |
| - 1965: 10° - 1969: No clasificada - 1977: No clasificada - 1981: No clasificada | - 1985: No clasificada - 1989: No clasificada - 1991: No clasificada - 1995: 2° puesto | - 1999: No clasificada - 2003: No clasificada - 2007: No clasificada - 2011: No clasificada | - 2015: |

### Otras competiciones
| Grand Championship Cup - : 1990 | Liga Europea - : 2006, 2012 - : 2008 - : 2004 |

## Medallero
Actualizado después del Campeonato Europeo de 2015
| Competición        | Oro | Plata | Bronce | Total |
| ------------------ | --- | ----- | ------ | ----- |
| Juegos Olímpicos   | 1   | 1     | 0      | 2     |
| Campeonato Mundial | 0   | 1     | 0      | 1     |
| Campeonato Europeo | 1   | 2     | 2      | 5     |
| Liga Mundial       | 1   | 1     | 1      | 3     |
| Copa Mundial       | 0   | 1     | 0      | 1     |
| Total              | 3   | 6     | 3      | 12    |